# KKR & Co.

Historisches Logo

KKR & Co. Inc. (früher Kohlberg Kravis Roberts & Co.) mit Sitz in New York City ist eine börsennotierte Beteiligungsgesellschaft. Gegründet wurde KKR 1976 von Jerome Kohlberg, Jr., Henry Kravis und George R. Roberts.

## Investmentstrategie
Nach eigener Aussage hält KKR Beteiligungen an Industriefirmen gewöhnlich für den Zeitraum von etwa sechs bis sieben Jahren. In dieser Zeit wird versucht, die Firma profitabel zu machen, und mit den Erträgen das für den Kauf aufgenommene Fremdkapital bedient. Nach abgeschlossener Restrukturierung erfolgt der Ausstieg aus der Beteiligung, zum Beispiel durch Börsengang oder Secondary Buyout. KKR wurde erstmals im Jahr 1988 bekannt, als es den Mischkonzern RJR Nabisco Inc. für 25 Milliarden US-Dollar übernahm. Die Firma bestand im Wesentlichen aus dem Tabakkonzern R.J. Reynolds, dem Lebensmittelkonzern Nabisco und der Marke Del Monte Foods. Der Gesamtkonzern wurde zwischen 1989 und 1999 in Einzelteilen verkauft.
Ende 2019 schloss KKR seinen bis dato größten Fonds für Investments in Europa mit einem Volumen von 5,8 Milliarden Euro. Damit will das Unternehmen verstärkt in europäische, und vor allem deutsche, Firmen in den Branchen Gesundheit, Finanzdienstleistungen und Einzelhandel investieren.
KKR investiert seit vielen Jahren auch in Deutschland durch Beteiligung an Firmen oder den Kauf von Firmen und hält in ihrem Portfolio eine Reihe von bedeutenden deutschen Unternehmen. Seit November 2004 leitet Johannes Huth das Europa-Geschäft von KKR.

### Aktuelle Beteiligungen
Zu den Firmen, bei denen aktuell eine Beteiligung besteht, zählen u. a.:
- Getyourguide.[8]
- Acceleratio Capital N.V. mit 96,7 Prozent via Squeeze-out des deutschen Marktforschungsinstituts GfK.[9]
- Seit 2019 baut der Medienmanager und ehemalige Fernsehmoderator Fred Kogel gemeinsam mit KKR aus mehreren Beteiligungen den Medienkonzern Leonine auf.[10][11] Im Kern stehen das 2019 übernommene TV-Unternehmen Tele München Gruppe, die von Günther Jauch gegründete i&u TV, Wiedemann & Berg Film und die Universum Film.[12] Der Konzern wurde 2024 mit der KKR-Beteiligung Mediawan zusammengeschlossen.[13]
- 2019 erwarb KKR 60 % an dem Heidelberger Zahlungsdienstleister Heidelpay, wobei Heidelpay insgesamt mit 600 Millionen Euro bewertet wurde.[14] Im September erfolgte die Umbenennung in Unzer. Unter der Eigentümerschaft von KKR hat Unzer mehrere Add-on-Akquisitionen vollzogen und übernahm etwa den Münchner Netzbetreiber Lavego.[15]
- Am 12. Juni 2019 kündigte KKR ein freiwilliges Übernahmeangebot der Axel Springer SE an, die das Unternehmen mit 6,8 Milliarden Euro bewertete.[16] Im Jahr 2020 kaufte KKR die Mehrheit am Axel Springer Verlag und erhielt die Bewilligung, die Aktie von der Börse zu nehmen (→ Delisting). KKR bildete ein Konsortium mit Friede Springer und Mathias Döpfner. Der Bestand der Welt-Gruppe war laut den Angebotsunterlagen an das Erreichen wirtschaftlicher Ziele geknüpft, was zu Spekulationen über Kosteneinsparungen und Stellenabbau führte.[17] Zum Axel Springer Verlag gehören neben der Welt unter anderem die Bild-Zeitung, Bild.de, Bild am Sonntag, Sport Bild, N24 Doku, Business Insider und Travelbook.
- Im Mai 2020 verkaufte Coty einen Anteil von 60 % an Wella und anderen Marken im Bereich professionelle Kosmetik- und Haarprodukte an KKR; dies geschah in einer strategischen Partnerschaft, bei der Coty weiterhin als Minderheitsaktionär in diesen Aktivitäten verbleibt und KKR zudem Aktien an Coty erwarb.[18]
- Im Dezember 2020 erwarb KKR eine Mehrheitsbeteiligung an der Berliner Immobilienfirma Velero. Das Unternehmen übernahm zeitgleich ein Immobilienportfolio von 7.500 Wohnungen.[19]
- Im Dezember 2021 gab es eine gemeinsam veröffentlichte Meldung von KKR und dem Körber-Konzern, dass man sich über eine Beteiligung an der Software-Sparte im Bereich Supply Chain des Körber-Konzerns geeinigt hat.[20]
- Anfang 2022 gründete KKR ein Joint-Venture-Vehikel mit dem Mannheimer Wohnimmobilieninvestor und Asset-Manager Vision Group.[21]
- Im April 2023 stieg KKR als strategischer Partner beim PR-Unternehmen FGS Global ein, das zur WPP Group gehört.[22]
- Im Juni 2024 übernahm KKR den von Providence gegründeten Festivalveranstalter Superstruct, der unter anderem das Mysteryland, Parookaville, Sziget, Sónar und das Wacken Open Air ausrichtet.[23]
- Im September 2024 stieg KKR als Minderheitsbeteiligter beim deutschen Raumfahrtunternehmen OHB ein. Zusätzlich wurde auch eine Beteiligung am Raketenbau-StartUp RFA gesichert.[24]
- Am 15. April 2025 machte die KKR & Co. ein Übernahme-Angebot für die deutsche Datagroup SE welches Aufsichtsrat und Vorstand den Anteils-Eignenden zur Annahme empfohlen; nach der Übernahme soll die Datagroup von der Börse genommen werden.[25]

### Ehemalige Beteiligungen
- Wincor Nixdorf: 1999 kauften KKR und Goldman Sachs den Geldautomaten- und Kassenhersteller Wincor Nixdorf vom Siemens-Konzern. Nach dem Börsengang 2004 verkauften die Investoren ihre verbliebenen Anteile im Januar 2005. Die Mitarbeiterzahl von Wincor Nixdorf hatte sich unter KKR und Goldman Sachs nahezu verdoppelt.[26]
- Telenorma: Im April 2000 kaufte KKR den Telekommunikationsbereich Private Netze von Bosch (früher Telenorma, heute 12. VC Beteiligungs KGaA) für 400 Millionen US-Dollar. Das Unternehmen beschäftigte 9000 Mitarbeiter und wurde in diesem Zuge in Tenovis umbenannt. Nach der Zerschlagung[27], erheblichem Personalabbau und dem Verkauf der Produktionsstätten wurde Tenovis im November 2004 an Avaya, ein amerikanisches Telekommunikations-Unternehmen, für 635 Millionen US-Dollar verkauft. Tenovis beschäftigte zu diesem Zeitpunkt europaweit noch 5400 Mitarbeiter und hatte unter KKR 40 Prozent der Mitarbeiter entlassen.
- Demag: Die Demag, in der sieben von Siemens übernommene Industrieunternehmen zusammengefasst sind, die ehemals dem Mannesmann-Konzern angehörten, wurde 2002 erworben. Bis 2008 restrukturierte und veräußerte die Demag alle wesentlichen Unternehmensteile, darunter KraussMaffei Technologies (ehemals Mannesmann Plastics Machineries) und Demag Cranes.
- MTU Aero Engines: Im Jahr 2003 erwarb KKR MTU Aero Engines von DaimlerChrysler und brachte das Unternehmen am 6. Juni 2005 an die Börse. Im September 2005 wurde es in den MDAX aufgenommen. Im Januar 2006 trennte sich KKR von allen verbliebenen Anteilen.
- Duales System Deutschland: Ende 2004 gab KKR ein Übernahmeangebot für die Duales System Deutschland AG (DSD AG) ab, das das Unternehmen mit 260 Millionen Euro bewertete.[28] KKR brachte mit 160 Millionen Euro mehr als die Hälfte dieses Kaufpreises über Bankkredite auf, die KKR dem erworbenen Unternehmen Duales System Deutschland rückwirkend zum 1. Januar 2005 übertrug.[29] Nach einer anonymen Strafanzeige beschäftigte sich die Kölner Staatsanwaltschaft mit dem Fall.[30] Der anonyme Kläger hielt das Gutachten der Wirtschaftsprüfungsgesellschaft PricewaterhouseCoopers, das dem Kaufpreis zu Grunde lag, für ein fehlerhaftes Gefälligkeitsgutachten.[31][32] Im November 2010 wurde bekannt, dass KKR die DSD an eine Investorengruppe rund um die britische Beteiligungsgesellschaft Solidus Partners verkauft, die damit den Vorstandschef Stefan Schreiter und weitere Manager des Unternehmens beim Management-Buyout unterstützt.[33][34]
- Auto-Teile-Unger: Nach dem abgesagten Börsengang der Autowerkstattkette Auto-Teile-Unger übernahm KKR in der zweiten Hälfte 2004 für rund 1,45 Milliarden Euro eine Beteiligung von rund 80 Prozent von Doughty Hanson & Co. 2013 stieg KKR aus und der Investor Centerbridge wurde zum Mehrheitseigentümer des Unternehmens.[35]
- Semiconductor Products Group: Eine weitere Akquisition von KKR war die Abteilung Semiconductor Products Group von Agilent (2005 bis zum Börsengang 2009).[36]
- Philips Semiconductors: Im Sommer 2006 kaufte KKR zusammen mit weiteren Beteiligungsgesellschaften (Silver Lake Partners, Bain Capital, Apax Partners und AlpInvest) Philips Semiconductors (jetzt NXP Semiconductors), einen ehemaligen Unternehmensbereich von Royal Philips Electronics. Als Folge dieses Übergangs werden im Böblinger Standort des Unternehmens (ICB) ca. 550 Mitarbeiter und ca. 100 Mitarbeiter von Lieferanten entlassen. Im Herbst 2008 kündigt NXP die Schließung weiterer Fabriken innerhalb des Unternehmens an. Betroffen diesmal u. a. ICH in Hamburg-Lokstedt. 850 Mitarbeiter sollen an diesem Standort entlassen werden; weltweit werden auch zwei weitere Standorte komplett geschlossen. Nach erfolgter Restrukturierung ging NXP 2010 an die Börse[37] und 2014 verkaufte KKR seine letzten Anteile am Unternehmen.[38]
- Kion: Anfang November 2006 übernahm KKR gemeinsam mit Goldman Sachs Capital Partners die ehemalige Gabelstaplersparte der Linde AG zu einem Preis von rund 4 Milliarden Euro. Die Sparte war kurz vorher von Linde (nach Übernahme der BOC) in Kion Group umfirmiert worden. 2012 übernahm der chinesische Konzern Weichai ein Viertel der Anteile, 2013 ging das Unternehmen an die Börse. 2015 trennten sich KKR und Goldman Sachs Capital Partners von ihren letzten Anteilen.[39]
- BMG Rights Management: Seit Sommer 2009 war KKR mit 51 Prozent an dem Joint Venture BMG Rights Management GmbH beteiligt, die restlichen Anteile hielt weiter die Bertelsmann AG.[40][41] Im ersten Quartal 2013 kaufte Bertelsmann sämtliche von KKR gehaltenen Anteile an der BMG zurück.
- Versatel: Im Mai 2011 gab KKR ein Übernahmeangebot für den Telekom-Dienstleister Versatel ab.[42] Die Übernahme wurde im Dezember 2011 mit dem Squeeze-out abgeschlossen.[43] Im September 2014 übernahm United Internet 100 Prozent der Anteile an dem inzwischen sanierten Unternehmen.[44] Im März 2016 erfolgte die Umbenennung in 1&1 Versatel.
- WMF: Im Jahr 2012 übernahm KKR die Mehrheit an WMF vom Schweizer Investor Capvis.[45] 2016 wurde das Unternehmen vom französischen SEB-Konzern übernommen.[46]
- Hertha BSC: Im Januar 2014 beteiligte sich KKR für 61,2 Millionen Euro mit 9,7 Prozent an der Hertha BSC GmbH & Co. KgaA des Fußball-Bundesligisten Hertha BSC.[47] Sämtliche Anteile wurden 2018 von Hertha BSC zurückerworben.[48]
- Arago: 2014 investierte KKR 50 Millionen Euro in die KI-Firma Arago. Sämtliche Anteile wurden im Mai 2020 im Zuge eines Management-Buy-Outs von dem Gründer Chris Boos zurückerworben.
- European Locomotive Leasing: Im Jahr 2014 gründeten KKR und der Unternehmer Christoph Katzensteiner die European Locomotive Leasing, eine Leasinggesellschaft für Schienenfahrzeuge.[49] Die Anteile hieran wurden Ende 2019 verkauft.[50][51]
- Deutsche Glasfaser: 2015 stieg KKR mit einem Mehrheitsanteil bei Deutsche Glasfaser ein.[52] Im Februar 2020 wurde der Kabelnetzbetreiber an die Investoren EQT und Omers verkauft.[53]
- German Estate Group: Im Jahr 2015 gründeten KKR und Deutsche Immobilien Chancen-Gruppe die German Estate Group (GEG) mit einem Fokus auf Gewerbeimmobilien.[54]
- Bei Hensoldt zunächst 74,9 Prozent der Verteidigungselektronik-Sparte der Airbus Group mit Hauptsitz im Raum München. Gleichzeitig erfolgte die Umfirmierung in Hensoldt.[55] 2018 übernahm KKR auch die restlichen Anteile von Airbus. Im Rahmen eines Börsengangs im September 2020 an der Frankfurter Börse trennte sich KKR von seiner Beteiligung an Hensoldt.[56][57]

## Vorwürfe des Greenwashing
Das Private Equity Climate Risks consortium, bestehend aus Americans for Financial Reform Education Fund (AFREF), Global Energy Monitor (GEM) und The Private Equity Stakeholder Project (PESP), untersuchte 2023 wieder die Investmentstrategie der KKR. Der Report deckt dabei eine Lücke zwischen der von KKR selbst propagierten Umweltverantwortung und der aktuellen Anlagestrategie auf. Aufgrund der Ergebnisse wird auf der Webseite offen von Greenwashing geschrieben. Darüber hinaus wird die aktuelle Anlagestrategie als Risiko für die Investoren selber erklärt. Laut einem Artikel im Guardian von 2022 gehört KKR zu den größten Investoren im fossilen Bereich. KKR will trotz Klimakrise auch weiterhin in fossile Industrien investieren. Zitiert wird hier aus The private equity climate risk scorecard. Dieser führt KKR mit 78 % Anteil des Investments im fossilen Bereich auf. Im Report wird die Zahl von 28 verschiedenen Firmen im fossilen Bereich genannt.
Aktuelle Beteiligungen im fossilen Energiesektor (Öl, Gas, Kohle)
Seit April 2024 bietet das Private Equity Climate Risks project einen Tracker zur Darstellung der Aktivitäten (seit 2010) von Kohlberg Kravis Roberts bei Energieanlagen, einschließlich großer Buyout-Firmen, Infrastrukturunternehmen und Energiespezialisten.